# Ernst Senfft von Pilsach
Ernst Karl Wilhelm Adolf Freiherr Senfft von Pilsach (* 24. Mai 1795 im Haus Reck in Lerche; † 13. November 1882 in Gramenz) war Oberpräsident der preußischen Provinz Pommern.

## Leben

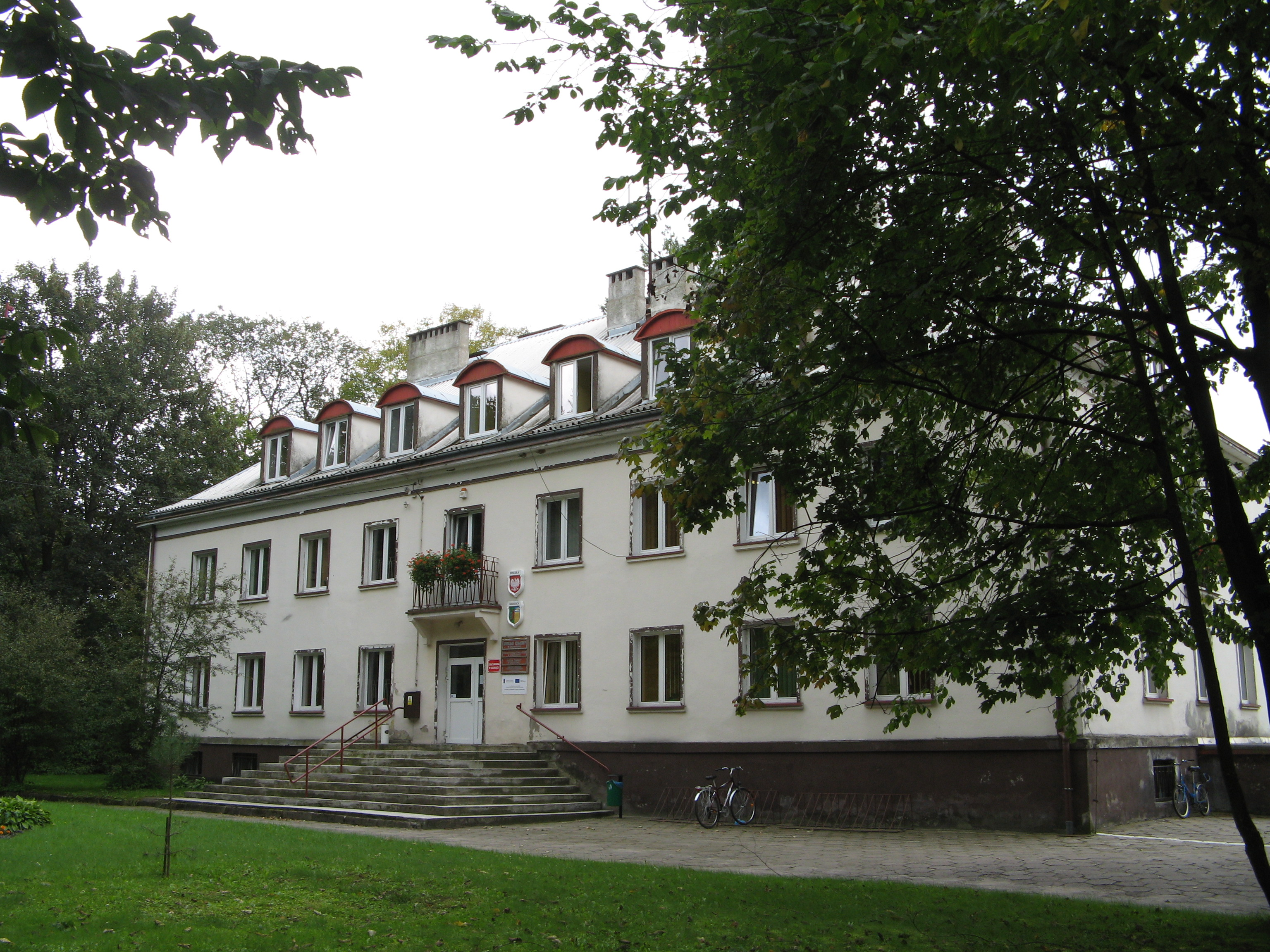
Gut Gramenz

Er war ein Sohn von Adam Friedrich Ernst Senfft von Pilsach (1747–1830) aus dem Uradelsgeschlecht Senfft von Pilsach und dessen Ehefrau Friederike, geborene von der Recke († 1814). Sein Vater war 1788 bis 1803 Landrat des Kreises Hamm.
Während der Befreiungskriege trat Senfft im November 1813 als Freiwilliger Jäger in das Pommersche Grenadier-Bataillon der Preußischen Armee ein und nahm 1814 an den Gefechten bei Hoogstraten, St. Antrine, Courtray sowie Oudenaarde teil. Im September 1814 avancierte er zum Sekondeleutnant und machte 1815 den Marsch auf Paris mit. Nach dem Krieg wurde Senfft am 26. August 1821 der Abschied aus dem Militärdienst bewilligt. Nachdem er das hinterpommersche Gut Rottnow 1828 verkauft hatte, erwarb er das dortige Gut Gramenz, einen alten Besitz der Familie von Glasenapp.
1829 schloss er Bekanntschaft mit Kronprinz Friedrich Wilhelm von Preußen und nahm 1830 Verbindungen zu Hans Hugo von Kleist-Retzow auf. Als der Kronprinz im Jahr 1840 König von Preußen (Friedrich Wilhelm IV.) wurde, ernannte er Senfft zu seinem Berater. Von 1845 bis 1848 war Senfft Geheimer Oberfinanzrat im Ministerium des königlichen Hauses.
1848 war Senfft Mitbegründer der Kreuzzeitung. Senfft zählte zu den Förderern und zu den aktiven Predigern der ostelbischen Erweckungsbewegung, wie etwa der Belowschen Bewegung. Er wurde nach 1848 Mitbegründer und führendes Mitglied des Central-Ausschusses für Innere Mission und Gründer eines „Knabenrettungshauses“. Gleichwohl vergrößerte Senfft seinen Grundbesitz, zum Teil auf rücksichtslose Weise, wohl ohne sich der daraus entstehenden sozialen Not der früheren Pächter bewusst zu werden. Nach seinem Schwager Adolf von Thadden-Trieglaff war er der einflussreichste Vertreter der pietistisch-protestantischen Erweckungsbewegung in Pommern. Adolfs Tochter Marie von Thadden-Trieglaff hatte zunächst auch Bismarck für die Ziele der Bewegung gewinnen können; sein späterer Kulturkampf gegen die Katholische Kirche entfremdete den Reichskanzler aber von den Pietisten und führte zu einer scharfen brieflichen Auseinandersetzung mit Senfft.
Von 1852 bis 1866 war er Regierungspräsident in Stettin und amtierte gleichzeitig als Oberpräsident der preußischen Provinz Pommern in Stettin und ab 1855 war er Mitglied des Preußischen Herrenhauses. Nach seinem Tode musste der von ihm aufwändig modernisierte Gutsbetrieb in Gramenz wegen Überschuldung verkauft werden.

## Familie
Er heiratete am 7. März 1825 Ida von Oertzen (* 17. September 1799; † 31. Mai 1849). Das Paar hatte mehrere Kinder:
- Ida (* 28. Juni 1826; † 24. Mai 1891) ⚭ Reinhold von Glasenapp (1814–1887) auf Buchwaldt
- Elisabeth (* 29. April 1827)
- Ernst Theodor (* 30. Juli 1831; † 5. Januar 1887) ⚭ 1856 Luise Blanka Charlotte Wilhelmine Marie von Massow (* 6. Juni 1836; † 25. Juli 1908)
- Arnold (* 16. März 1834; † 7. März 1889)
- Frederike (* 16. August 1838)

Nach dem Tod seiner ersten Frau heiratete er 1857 Bertha Sophie August Friederike Wilhelmine von Luck (* 6. Oktober 1811; † 5. Januar 1881), die Witwe des Generalleutnants Ludwig von Sohr.